# Quyền LGBT ở Quần đảo Pitcairn
Quyền đồng tính nữ, đồng tính nam, song tính và chuyển giới (tiếng Pitkern: ???; tiếng Anh: lesbian, gay, bisexual and transgender) ở Quần đảo Pitcairn của Lãnh thổ hải ngoại của Anh được hưởng hầu hết các quyền giống như những người không phải LGBT. Hoạt động tình dục đồng giới là hợp pháp, phân biệt đối xử dựa trên xu hướng tính dục là ngoài vòng pháp luật và hôn nhân đồng giới đã hợp pháp kể từ ngày 14 tháng 5 năm 2015.

## Bảng tóm tắt
| Hoạt động tình dục đồng giới hợp pháp                                                                                       | (Từ năm 2001)                                            |
| Độ tuổi đồng ý | (Từ năm 2001)                                            |
| Luật chống phân biệt đối xử trong việc làm                                                                                  | (Từ năm 2010)                                            |
| Luật chống phân biệt đối xử trong việc cung cấp hàng hóa và dịch vụ                                                         | (Từ năm 2010)                                            |
| Luật chống phân biệt đối xử trong tất cả các lĩnh vực khác (bao gồm phân biệt đối xử gián tiếp, ngôn từ kích động thù địch) | (Từ năm 2010)                                            |
| Công nhận liên hiệp đồng giới (ví dụ: kết hợp dân sự)                                                                       | (Từ năm 2015)                                            |
| Hôn nhân đồng giới | (Từ năm 2015)                                            |
| Con nuôi của các cặp vợ chồng đồng giới                                                                                     | (Từ năm 2015)                                            |
| Con nuôi chung của các cặp đồng giới                                                                                        | (Từ năm 2015)                                            |
| Người LGBT được phép phục vụ công khai trong quân đội                                                                       | Vương quốc Anh chịu trách nhiệm quốc phòng (Từ năm 2000) |
| Quyền thay đổi giới tính hợp pháp                                                                                           | No                                                       |
| Truy cập IVF cho đồng tính nữ                                                                                               |                                                          |
| Mang thai hộ thương mại cho các cặp đồng tính nam                                                                           | (Cấm cho các cặp vợ chồng dị tính cũng vậy)              |
| NQHN được phép hiến máu | No                                                       |